# I-Kuan Tao
I-Kuan Tao é um novo movimento religioso que se originou na China no século XX. Ela surgiu a partir do grupo de seitas do Xiantiandao na década de 1930, em Shandong, liderado por  Zhang Tianran, que se proclamou como o décimo oitavo patriarca da linhagem Xiantiandao, entre milhares de outras seitas que prosperaram desde o colapso da dinastia Qing. Ela também é chamada de T'ien-tao ("Caminho do céu").
Ela incorpora elementos do Confucionismo, Taoísmo e do Budismo chinês e reconhece a validade das religiões não ligados à tradição chinesa, como o Cristianismo e o Islamismo. Por esta razão, geralmente é  classificada como uma seita sincretista ou sincrética, juntamente com outras religiões semelhantes do Caminho do Céu Primordial (Xiantiandao)
I-Kuan Tao floresceu em Taiwan a partir da década de 1970. Hoje, é a terceira fé mais popular em Taiwan (após o Budismo e o Taoísmo). Ela alega ter dois milhões de membros, juntamente com as comunidades chinesas em todo o mundo. Ela é dividida em um número de ramos separados que continuou a desenvolver mais ou menos independente. Não existe portanto nenhuma liderança independente a ela, que se tornou uma família de associações do ramo ainda autônomas, estreitamente relacionadas.
As práticas dos membros inclui seguir as "cinco éticas" e as "oito virtudes" (do Confucionismo), vegetarianismo e abstinência de álcool e tabaco (como no Budismo chinês), iniciação de novos membros ao "Tao" (semelhante a natureza de Buda no Budismo Chan), oração diária (2 ou 3 vezes), participar de aulas de religião, cerimônias, oferendas, orações, etc, e cantar escrituras (como em todos os movimentos religiosos e religiões chinesas).